# Butuci
Butuci – wieś w Rumunii, w okręgu Prahova, w gminie Sângeru. W 2011 roku liczyła 234 mieszkańców.